# قطعنامه ۴۷۸ شورای امنیت
قطعنامه ۴۷۸ شورای امنیت سازمان ملل متحد که در تاریخ ۲۰ اوت ۱۹۸۰ (۲۹ مرداد ۱۳۵۹) تصویب شد، سندی بین‌المللی دربارهٔ سرزمین‌های تحت کنترل ارتش اسرائیل پس حمله اعراب به خاک آنها است. این قطعنامه طی نشست ۲٬۲۴۵ ام با ۱۴ رای موافق، ۰ مخالف و ۱ ممتنع تصویب شد.
متن قطعنامهٔ ۴۷۸ شورای امنیت: «با عطف به قطعنامهٔ ۴۷۶ این شورا در ۳۰ ژوئن ۱۹۸۰، مجدداً تأکید می‌شود که کسب مالکیت یک سرزمین است. نگرانی عمیق دربارهٔ تصویب «حقوق پایه» (Basic Law) در کنست اسراییل که مدعی تغییر در ویژگی و وضعیت شهر مقدس اورشلیم و برقراری لوازم خاص تأمین طرح و امنیت آن، شده است، وجود دارد. با توجه به اینکه اسرائیل به قطعنامهٔ ۴۷۶ شورای امنیت عمل نکرده است (۱۹۸۰) و با تأکید مجدد بر اینکه (اسرائیل) روشها و ابزارهای عملی منطبق با شروط منشور سازمان ملل برای تضمین اجرای کامل قطعنامهٔ ۴۷6 (1980) را عملی نکرده است:
۱- به‌طور قاطع مصوبه حقوق پایه اسراییل دربارهٔ اورشلیم شورای امنیت توسط آن (اسراییل) اداره می‌شود.
۲- تأکید می‌شود که تصویب «حقوق پایه» بوسیلهٔ اسراییل نقض حقوق بین‌المللی می‌باشد و ناقض چهارمین کنوانسیون ژنو مصوب ۱۲ اوت ۱۹۴۹ (دربارهٔ حمایت از افراد غیرنظامی در زمان جنگ) در سرزمینهای تحت کنترل این اعراب در ژوئن ۱۹۶۷ از جمله اورشلیم است.
1. تمام معیارهای قانونی و اداری و اقدامات اتخاذ شده اسراییل، برای تغییر ویژگی و وضعیت شهر مقدس اورشلیم و خصوصاً قانون «حقوق پایه» که جدیداً دربارهٔ اورشلیم تصویب شده باطل می‌باشد و باید فوراً لغو شوند.
2. همچنین تأکید می‌شود که این اقدام اسراییل صلح جامع، عادلانه در خاورمیانه می‌باشد.
3. تصمیم گرفته می‌شود که «حقوق پایه» و دیگر اقداماتی که توسط اسراییل به عنوان نتیجه این قانون از جمله تغییر ویژگی و وضعیت اورشلیم قرار است اجرا شوند، مورد شناسایی قرار نگیرد و همگی اعضای سازمان ملل بیان می‌دارند که: الف- از این تصمیم (شورا) تبعیت کنند ب- کشورهایی که نمایندگیهای دیپلماتیک خود را در اورشلیم تأسیس کرده‌اند این نمایندگیها را تعطیل کنند.

۶- از دبیرکل سازمان ملل خواسته می‌شد که به شورای امنیت دربارهٔ روند اجرای این قطعنامه تا قبل از ۱۵ نوامبر ۱۹۸۰ گزارش دهد؛ ۷- تصمیم گرفته می‌شود که این موضع بصورت جدی حفظ شود.